# Happy Days Are Here Again
Happy Days Are Here Again – piosenka powstała w 1929 roku, spopularyzowana przez Barbrę Streisand w latach 60.

## Informacje ogólne
Piosenkę napisali Milton Ager (muzyka) i Jack Yellen (słowa), a w listopadzie 1929 roku została ona nagrana przez Leo Reismana i jego orkiestrę na potrzeby filmu Chasing Rainbows z Bessie Love. W 1930 roku piosenkę nagrał Ben Selvin i jego orkiestra z wokalem Annette Hanshaw. Utwór towarzyszył także kampanii prezydenckiej Franklina D. Roosevelta i od tamtej pory uznawany jest jako nieoficjalny hymn amerykańskiej Partii Demokratycznej.
W 1962 roku „Happy Days Are Here Again” nagrała amerykańska piosenkarka Barbra Streisand i wydała jako swój drugi w karierze singel. Kilka miesięcy później Streisand zarejestrowała utwór ponownie w ramach pracy nad debiutanckim longplayem The Barbra Streisand Album. Jesienią 1963 artystka wystąpiła gościnnie w programie The Judy Garland Show, wykonując w duecie z Garland medley „Happy Days Are Here Again” i „Get Happy”, co przyniosło jej nominację do nagrody Emmy. Piosenka stała się podstawową pozycją repertuaru koncertowego Barbry Streisand.
Własne wersje utworu wykonywali również Rip Taylor i Vanessa Williams. Pojawił się on w licznych filmach, m.in. Rozwódka (1930), Noc iguany (1964), Fałszywy senator (1992) i Dolores (1995). W 2001 roku Zrzeszenie Amerykańskich Wydawców Muzyki umieściło „Happy Days Are Here Again” na liście Piosenek Stulecia.